# Kongo na Mistrzostwach Świata w Lekkoatletyce 2009
Kongo na Mistrzostwach Świata w Lekkoatletyce 2009 – Republika Kongo zgłosiła do czempionatu w Berlinie 2 zawodników, sprinterka Lorène Bazolo ostatecznie nie pojawiła się na listach startowych, a zgłoszony do biegu na 100 metrów Delivert Arsene Kimbembe nie stanął na starcie biegu eliminacyjnego.